# جيمس إل. كي
جيمس إل. كي هو سياسي أمريكي، ولد في 27 يوليو 1867 في مقاطعة ديكالب في الولايات المتحدة، وتوفي في 29 مايو 1939 في أتلانتا في الولايات المتحدة. نشط حزبياً في الحزب الديمقراطي.